# Hydroxydase (eau minérale)
Ne doit pas être confondu avec Eau hydrogénée.
Hydroxydase est le nom d'une société d'eau minérale située à Le Breuil-sur-Couze dans le Puy-de-Dôme.    

## Histoire
La source Marie-Christine qu'elle exploite a été découverte en 1902 lors de forages de prospection dans le bassin minier de Brassac-les-Mines.  Selon la légende locale, cette eau naturellement pétillante aurait été utilisée par les habitants de la région et certains auraient constaté une meilleure cicatrisation de leurs petites blessures.  En 1906, le site a été acheté par le pharmacien Louis Tixier.  La source Marie-Christine a été déclarée d'intérêt public par un décret datant du 2 septembre 1934. La société a été rachetée en 2013 par Olivier Mandon, directeur exécutif de Cosmediet, Bioxydiet France et Biover Spain & Portugal.  

## Composition
Cette eau est riche en sels minéraux et est légèrement carbonatée. Elle contient de fortes teneurs en sodium (1842 à 1 920 mg/l), magnésium (240 à 254 mg/l), calcium (201 à 214 mg/l), potassium (182 à 191 mg/l), manganèse (70 mg/l), sélénium (10 µg/l)  et bicarbonate (6 200 mg/l),.

## Utilisation
De nos jours, la marque Hydroxydase est couramment utilisé dans l'industrie naturopathe et de nourriture bio. Cette eau est définie comme une eau qui conserve, une fois embouteillée, l’intégralité des constituants minéraux et des propriétés qu’elle possédait à la source.  On entend par là qu'elle est directement embouteillée sans traitement et sous vide pour éviter l'oxydation des oligo-éléments et les rendre biodisponibles.
Aucune recherche ni étude ne prouve les dires des sites qui en font la promotion. Les prétendues propriétés thérapeutiques ne reposent que sur des témoignages.